# Euparatettix balteatus
Euparatettix balteatus är en insektsart som först beskrevs av Walker, F. 1871.  Euparatettix balteatus ingår i släktet Euparatettix och familjen torngräshoppor. Inga underarter finns listade i Catalogue of Life.